# Historia de la Constitución de la República Romana
La historia de la constitución de la República Romana es el estudio de la progresión de las instituciones políticas de la antigua República romana desde su fundación en 509 a. C. hasta que esta se convierte en imperio alrededor del 27 a. C.  La historia constitucional de la República romana se puede dividir en cinco fases. La primera fase comenzó con la revolución que derrocó a los reyes en el 509 a. C., mientras que la fase final culminó con la revolución que derrocó a la República Romana en el 27 a. C. A lo largo su historia, la evolución constitucional de la república estuvo impulsada por la lucha entre la aristocracia y los ciudadanos comunes.
La sociedad de la república romana estaba compuesta dos clases de ciudadanos: los patricios (en latín: patricii ) formaban la aristocracia, mientras que todos los demás ciudadanos eran considerados plebeyos (en latín: plebs). Durante la primera fase del desarrollo político romano la aristocracia controlaba al estado. Durante la segunda fase, sin embargo, esta fue derrocada por sectores plebeyos mediante alteraciones pacíficas a la ley romana. La tercera fase vio el surgimiento de una aristocracia patricio-plebeya conjunta, junto con una peligrosa situación militar que ayudó a mantener la estabilidad interna dentro de la República. La cuarta fase comenzó poco después de que terminaran las guerras de expansión de Roma, ya que sin estas guerras desapareció el factor que había asegurado la estabilidad interna. Si bien los plebeyos buscaron promover leyes que los sacaran de la pobreza, los problemas subyacentes fueron causados en última instancia por la forma en la cual la sociedad Romana estaba organizada. La fase final comenzó cuando Julio César cruzó el Rubicón y terminó con el derrocamiento total de la República. Esta revolución final desencadenó una reorganización total de la constitución y, con ella, el surgimiento del Imperio Romano.

## La era patricia (509-367 a.C.)
Según la leyenda, el reino de Roma fue fundado en el año 753 a. C. y fue gobernado por una sucesión de siete reyes. El último rey, Tarquinio el Soberbio, también llamado Tarquinio el Grande (Lucius Tarquinius Superbus), gobernó como tirano. En el 510 a. C., cuando su hijo Sexto Tarquinio (Sextus Tarquinius) violó a una mujer noble llamada Lucrecia (en latín, Lucretia), la esposa de un senador llamado Lucio Tarquinio Colatino (Lucius Tarquinius Collatinus). Lucrecia decidió suicidarse para mantener su honor. Como consecuencia, Sexto Tarquino fue exiliado por una conspiración que resultó en la fundación de la República Romana. Tarquinio el Soberbio estaba circunstancialmente fuera de Roma y se le impidió el regreso a la ciudad, muriendo en el exilio años más tarde. Colatino y el senador Lucio Junio Bruto (Lucius Junius Brutus), los principales conspiradores, fueron elegidos como los primeros cónsules romanos o jefes ejecutivos. Si bien esta historia puede no ser más que una leyenda que los romanos crearon posteriormente para explicar su pasado, es probable que Roma haya sido gobernada por una serie de reyes que, de acuerdo con las leyendas, fueron derrocados rápidamente.

### Los magistrados ejecutivos

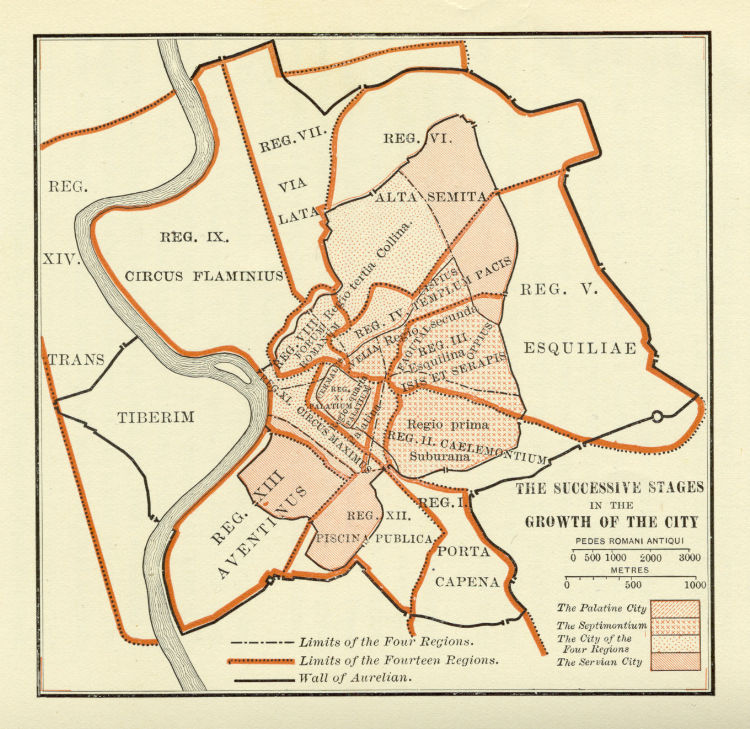
Crecimiento de la ciudad durante el período monárquico.

Los cambios constitucionales que ocurrieron inmediatamente después de la revolución probablemente no fueron tan extensos como sugieren las leyendas. El más significativo probablemente se refirió a la jefatura ejecutiva. Antes de la revolución, los senadores (patres o "padres") elegían a un rey (rex) vitalicio.  Después de la revolución, los ciudadanos pasaron a elegir a dos pretores (praetores, "líderes") por un período anual. Estos magistrados fueron llamados "cónsules" (consul, en latín, los que caminan juntos), y cada uno debía controlar a su colega. Además, su mandato era limitado y se exponían a enjuiciamiento si abusaban de los poderes de su cargo. El jefe ejecutivo todavía estaba investido con el mismo grado de poder de mando (imperium) que el antiguo rey y los poderes de cada uno de los dos cónsules, cuando se ejercían juntos, no eran diferentes a los este. Inmediatamente después de la revolución, el Senado romano y las asambleas romanas eran casi tan impotentes como lo habían sido bajo la monarquía .
Durante el período monárquico, solo los patricios eran admitidos en el Senado. Sin embargo, debido a que la revolución de 510 a. C. agotó las filas del senado, un grupo de plebeyos (conscripti) fue reclutado para llenar las vacantes. El antiguo Senado de Patricios (patres) pasó a ser un Senado de "padres y reclutas" (patres et conscripti ). Estos nuevos senadores plebeyos, sin embargo, no podían votar una "autoridad de los padres" o "autoridad de los senadores patricios" (auctoritas patrum), ni ser elegidos "rey de transición" (interrex) . En el año 494 a. C., cuando la ciudad estaba en guerra, los soldados plebeyos se negaron a marchar contra el enemigo, en una acción conocida como "secesión de los plebeyos" (secessio plebis). Los patricios se desesperaron por poner fin a lo que era, en efecto, una huelga laboral, y por lo tanto accedieron rápidamente a las demandas de los plebeyos, dándoles el derecho de elegir a sus propios funcionarios. Los plebeyos nombraron a estos nuevos funcionarios "tribunos plebeyos" (tribuni plebis), y les dieron dos ayudantes, los "ediles plebeyos" (aediles plebi ).
Durante los primeros años de la República, los plebeyos no podían ocupar cargos políticos ordinarios. En 445 a. C., exigieron el derecho a presentarse a las elecciones al consulado, pero el Senado se los negó. Después de una larga resistencia a estas nuevas demandas, el Senado envió una comisión de tres patricios a Grecia para estudiar la legislación de Solon y otros legisladores en 454. Cuando regresaron en el 451, la Asamblea eligió a diez hombres, los "decenviros" (decemviri), para formular un nuevo código y les otorgó el poder gubernamental supremo en Roma durante dos años. Esta comisión, bajo la presidencia del reaccionario Apio Claudio, transformó el antiguo derecho consuetudinario de Roma en las famosas Doce Tablas, que la Asamblea aprobó con algunos cambios y exhibió en el Foro para todos los que quisieran las puedieran leer. Las Doce Tablas reconocieron ciertos derechos y dieron a la plebe sus propios representantes, los tribunos. Sin embargo, el Consulado permaneció cerrado a los plebeyos. La autoridad de comando consular (imperium) fue concedida a un número selecto de tribunos militares. Estos individuos, los llamados tribunos consulares, eran elegidos por la Asamblea Centuriada, y el Senado tenía el poder de vetar cualquier elección. Este fue el primero de muchos intentos de los plebeyos de lograr la igualdad política. Alrededor del año 400 a. C. se libraron una serie de guerras. Mientras la aristocracia patricia disfrutaba de los frutos de las conquistas resultantes, los plebeyos que formaban el ejército estaban exhaustos y amargados. Exigieron concesiones reales, por lo que en 367 a. C. se aprobó una ley (la "ley Licinio-Sextiana") que se ocupó de la difícil situación económica de los plebeyos. La ley también requería la elección de al menos un cónsul plebeyo por año. La apertura del consulado a los plebeyos probablemente fue la causa de la concesión del 366 a. C., en la que se crearon tanto los pretores como los ediles, sin embargo dichos puestos estuvieron abiertos sólo a Patricios.

### El Senado y las asambleas legislativas
Poco después de la fundación de la República, la Asamblea de las Centurias se convirtió en la principal asamblea romana en la que se elegían magistrados, se aprobaban leyes y se celebraban juicios. "Los votantes en las centurias y en las tribus eran en el fondo los mismos; componíanse de todos los domiciliados: pero aquí desaparecia la distincion entre los grandes y los pequeños propietarios". Durante su consulado en 509 a. C., Publio Valerio Publícola (Publius Valerius Publicola) promulgó una ley (la lex Valeria ) que garantizaba el derecho de debido proceso a todos los ciudadanos romanos. Cualquier ciudadano condenado podía invocar su derecho de Provocatio, que apelaba toda condena ante la Asamblea de las Centurias, y fue precursor del habeas corpus . Además los plebeyos se reunieron en una asamblea informal de curatos plebeyos, que fue el consejo plebeyo original. Dado que estaban organizados sobre la base de la Curia (y por lo tanto por clan), permanecieron dependientes de sus patrones Patricios. En 471 a. C., se aprobó una ley debido a los esfuerzos del Tribuno Volerón Publibio (Volero Publilius), que permitía a los plebeyos organizarse por Tribu, en lugar de por Curia. Por lo tanto, la Asamblea de Curiatos Plebeyos se convirtió en la Asamblea Tribal Plebeya y los plebeyos se volvieron políticamente independientes.
Durante el período real, el rey nombraba a dos cuestores para que sirvieran como sus asistentes y, después del derrocamiento de la monarquía, los cónsules mantuvieron esta autoridad. Sin embargo, en 447 a. C., Cicerón registra que los cuestores comenzaron a ser elegidos por una asamblea tribal presidida por un magistrado. Parece que ésta fue la primera instancia de una Asamblea Tribal conjunta Patriciado-Plebe y, por lo tanto, probablemente fue una enorme ganancia para los plebeyos. Si bien los patricios podían votar en una asamblea conjunta, nunca hubo muchos patricios en Roma. Por lo tanto, la mayoría de los electores eran plebeyos y, sin embargo, cualquier magistrado elegido por una asamblea conjunta tenía jurisdicción tanto sobre los plebeyos como sobre los patricios. Por tanto, por primera vez, los plebeyos parecían haber adquirido indirectamente autoridad sobre los patricios. Durante el siglo IV a. C., se aprobaron una serie de reformas (leges Valeriae Horatiae), que en última instancia requerían que cualquier ley aprobada por el Consejo Plebeyo tuviera plena fuerza de ley tanto para los plebeyos como para los patricios. Esto dio a los tribunos plebeyos, que presidían el Consejo Plebeyo, un carácter positivo por primera vez. Antes de que se aprobaran estas leyes, los tribunos sólo podían interponer la sacrosantidad de su persona (intercessio) para vetar actos del Senado, asambleas o magistrados. Fue una modificación de la ley valeriana en 449 a. C. la que primero permitió que los actos del Consejo Plebeyo tuvieran plena fuerza de ley, pero finalmente se aprobó la ley final de la serie (la " Ley Hortensiana "), que eliminó el último control que los Patricios en el Senado tenían sobre este poder.

## El conflicto de los órdenes (367–287 a.C.)
En las décadas posteriores a la aprobación de la ley Licinio-Sextiana de 367 a. C., que requería la elección de al menos un cónsul plebeyo cada año, se aprobaron una serie de leyes que finalmente otorgaron a los plebeyos igualdad política con los patricios. La era patricia llegó a su fin por completo en 287 a. C., con la aprobación de la ley Hortensia. Esta era también estuvo marcada por importantes desarrollos externos. Hasta el 295 a. C., los samnitas y los celtas habían sido los principales rivales de Roma, pero ese año, en la batalla de Sentinum, los romanos derrotaron a los ejércitos combinados de samnitas y celtas. Esta batalla fue seguida por la completa sumisión de los samnitas y los celtas a los romanos, y el surgimiento de Roma como la dueña indiscutible de Italia.

### Los plebeyos y los magistrados
Cuando se creó la edilidad Curul, sólo se abrió a los patricios. Finalmente, sin embargo, los plebeyos ganaron la admisión completa a la edilidad Curul. Además, después de que el Consulado se abrió a los plebeyos, los plebeyos adquirieron un derecho de facto a ejercer tanto la Dictadura romana como la Censura romana (que había sido creada en 443 a. C.) ya que sólo los ex cónsules podían ocupar cualquiera de los cargos. El 356 a. C. vio el nombramiento del primer dictador plebeyo, Cayo Marcio Rútilo y en 339 a. C. los plebeyos facilitaron la aprobación de una ley (la lex Publilia), que requería la elección de al menos un censor plebeyo para cada período de cinco años. En el 337 a. C. se eligió al primer pretor plebeyo.
En el 342 a. C. se aprobaron dos leyes importantes. Una de estas dos leyes hizo ilegal ocupar más de un cargo en un momento dado, y la otra ley requería que pasara un intervalo de diez años antes de que cualquier magistrado pudiera buscar la reelección para cualquier cargo. Como resultado de estas dos leyes, la situación militar rápidamente se volvió inmanejable. Durante este período, Roma se expandía dentro de Italia y comenzaba a dar pasos más allá de Italia, por lo que se hizo necesario que los comandantes militares ocuparan el cargo durante varios años a la vez. Este problema se resolvió con la creación de los cargos promagisteriales, de modo que cuando terminaba el mandato de un individuo, su mandato podía ser prorrogado (prorogatio imperii). En efecto, cuando finalizaba el mandato de un magistrado, se ampliaba su autoridad (imperium), y por lo general ostentaba el título de Procónsul o Propretor . Este dispositivo constitucional no estaba en armonía con la genialidad subyacente de la constitución romana, y su uso frecuente finalmente allanó el camino para el imperio . Además, durante estos años, los Tribunos plebeyos y los senadores se acercaron cada vez más. El Senado se dio cuenta de la necesidad de utilizar funcionarios plebeyos para lograr los objetivos deseados y, para ganarse a los Tribunos, los senadores les dieron a los Tribunos una gran cantidad de poder y, como era de esperar, los Tribunos comenzaron a sentirse obligados con el Senado. A medida que los Tribunos y los senadores se acercaban más, los senadores plebeyos a menudo podían asegurar el Tribunado para miembros de sus propias familias. Con el tiempo, el Tribunado se convirtió en un trampolín hacia un cargo más alto.

### La ley oviniana y la nueva aristocracia

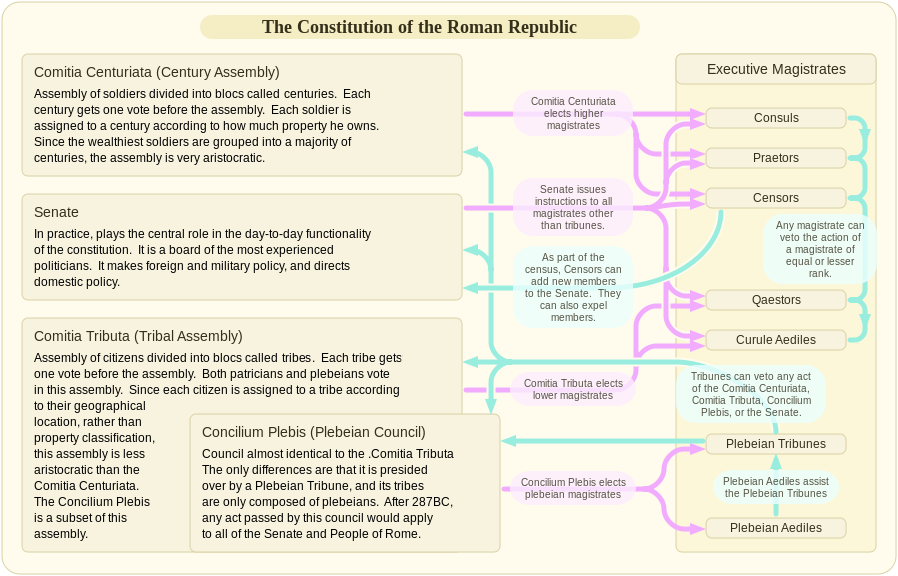
Gráfico que muestra los frenos y contrapesos de la Constitución de la República romana.

Durante la época del reino, el rey romano nombraba a los nuevos senadores, pero tras el derrocamiento del reino, los cónsules adquirieron este poder. Sin embargo, hacia mediados del siglo IV a. C., el Consejo Plebeyo promulgó el Plebiscito Oviniano (plebiscitum Ovinium), que otorgaba el poder de nombrar nuevos senadores a los Censores romanos. También codificaba una práctica común, que obligaba al Censor a nombrar senador a cualquier magistrado recién elegido. A estas alturas, los plebeyos ya ocupaban un número significativo de cargos magistrales, por lo que probablemente el número de senadores plebeyos aumentó rápidamente. Con toda probabilidad, era sólo cuestión de tiempo que los plebeyos llegaran a dominar el senado.
Bajo el nuevo sistema, a los magistrados recién elegidos se les otorgó membresía automática en el senado, aunque seguía siendo difícil para un plebeyo de una familia desconocida ingresar al senado. Varios factores dificultaban la elección de personas de familias desconocidas para ocupar altos cargos, en particular la propia presencia de una nobleza de larga data, ya que apelaba al arraigado respeto romano por el pasado. En última instancia, surgió una nueva aristocracia patricio-plebeya, que reemplazó a la antigua nobleza patricia. De esta manera, los plebeyos tuvieron que librar una larga lucha por el poder político. La nueva nobleza, sin embargo, era fundamentalmente diferente de la antigua nobleza. La antigua nobleza existía a través de la fuerza de la ley, porque sólo a los patricios se les permitía presentarse a los altos cargos, y finalmente fue derrocada después de que se cambiaron esas leyes. Ahora, sin embargo, la nueva nobleza existía debido a la organización de la sociedad y, como tal, solo podía ser derrocada a través de una revolución .

### El fracaso del Conflicto de los Órdenes
El Conflicto de los Órdenes llegó a su fin cuando los plebeyos lograron la igualdad política con los patricios . Un pequeño número de familias plebeyas había alcanzado a las antiguas familias aristocráticas patricias en estatus, pero estos nuevos aristócratas estaban tan desinteresados en los plebeyos como los antiguos patricios. Durante este período , las dificultades de los plebeyos se habían mitigado debido al constante estado de guerra en el que se encontraba Roma. Estas guerras proporcionaron empleo, ingresos y gloria para el plebeyo promedio, y el sentido de patriotismo que resultó de estas guerras también eliminó cualquier amenaza real de malestar plebeyo. La lex Publilia, que requería la elección de al menos un censor plebeyo cada cinco años, contenía otra disposición. Antes de este tiempo, cualquier proyecto de ley aprobado por una asamblea (ya sea por el Consejo Plebeyo, la Asamblea Tribal o la Asamblea Centuriada) solo podía convertirse en ley después de que los senadores Patricios dieran su aprobación. Esta aprobación llegó en forma de "autoridad de los padres" o "autoridad de los senadores patricios" (auctoritas patrum). La lex Publilia modificó este proceso, requiriendo que la auctoritas patrum sea aprobada antes de que una de las asambleas pueda votar una ley, en lugar de después de que la ley ya haya sido votada. No se sabe por qué, pero esta modificación parece haber hecho irrelevante la auctoritas patrum .
En 287 a. C. la situación económica del plebeyo medio se había deteriorado y el resultado fue la secesión final de los plebeyos. Los plebeyos se retiraron a la colina de Janículo y, para poner fin a la secesión, se nombró a un dictador llamado Quinto Hortensio. Hortensio, plebeyo, promulgó una ley llamada Ley Hortensia (Lex Hortensia), que puso fin al requisito de que se aprobara una auctoritas patrum antes de que cualquier proyecto de ley pudiera ser considerado por el Consejo Plebeyo o la Asamblea Tribal. Este requisito no se modificó para la Asamblea Centuriata. La importancia de la Ley Hortensia radicaba en que quitaba al Senado su control final sobre el Consejo Plebeyo (la principal asamblea popular). No debe considerarse como el triunfo final de la democracia sobre la aristocracia, ya que, a través de los tribunos, el senado podía seguir controlando el Consejo Plebeyo. El resultado fue que el control último sobre el Estado recayó, no sobre los hombros de la democracia, sino sobre los de la nueva aristocracia patricio-plebeya.

## La supremacía de la nueva nobleza (287-133 a.C.)
El gran logro Ley Hortensia consistió en privar a los patricios de su última arma sobre los Plebeyos, haciendo que una nueva aristocracia Patricio-Plebeya sustituyera a la antigua aristocracia patricia. La última gran cuestión política de la época anterior había quedado resuelta. De este modo, entre 287 a. C. y 133 a. C. no se produjeron cambios políticos importantes. Esta época se caracterizó por las guerras extranjeras, que eliminaron la necesidad de abordar los defectos del sistema político vigente, ya que el patriotismo de los plebeyos suprimió su deseo de nuevas reformas. Sin embargo, esta época creó nuevos problemas, que empezaron a hacerse realidad hacia finales del siglo II a. C. Por ejemplo, cambió la naturaleza de los mandos militares de Roma. Los soldados romanos de épocas anteriores luchaban en guerras cortas y luego regresaban a sus granjas. Como sus generales hacían lo mismo, los soldados llegaron a considerar a sus generales como simples ciudadanos-soldados. Ahora, sin embargo, las guerras se hacían más largas y de mayor escala. Así, en este periodo se produjo una creciente afinidad entre el ciudadano medio y su general, al tiempo que los generales adquirían más poder del que habían tenido nunca.

### El Senado
Cuando se promulgó la lex Hortensia en 286 a. C., Roma se convirtió teóricamente en una democracia, porque obligaba a los patricios a acatar las leyes resultantes de los plebiscitos plebeyos. En realidad, sin embargo, Roma seguía siendo una oligarquía, ya que las leyes fundamentales seguían siendo promulgadas por el Senado romano.
Además era una época de movilización militar, en la que el Senado era supremo. Como resultado, la democracia se conformaba con la posesión formal del poder, pero no podía ejercerlo. Aunque más de 300.000 ciudadanos tenían derecho a voto, muchos de ellos vivían a gran distancia de Roma, por lo que convocarlos a todos en un breve espacio de tiempo era imposible. Las cuestiones de política exterior requerían a menudo respuestas rápidas, y 300 senadores eran más capaces de actuar con rapidez que miles de electores. Las preguntas eran también más complejas que las de la época anterior, y el ciudadano medio no estaba adecuadamente informado sobre estas cuestiones. Los senadores, por el contrario, solían tener bastante experiencia, y el hecho de que dispusieran de fuentes de ingresos independientes de sus funciones políticas les facilitaba implicarse en cuestiones políticas durante largos periodos de tiempo.

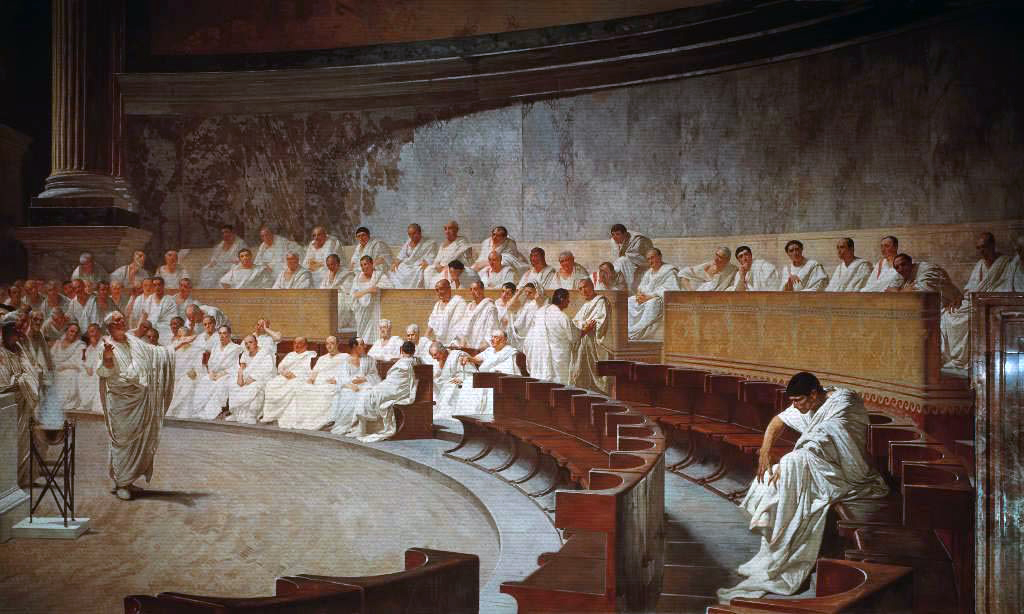
Representación moderna de una sesión del Senado romano

Dado que la mayoría de los senadores eran antiguos magistrados, el Senado estaba unido por un fuerte sentido de colegialidad. En un momento dado, muchos de los miembros más veteranos del Senado eran excónsules, lo que facilitaba la creación de un vínculo entre el cónsul presidente y esos miembros veteranos. Además, el cónsul siempre era elegido de entre los senadores y, como tal, solía tener ideales similares a los de sus compañeros. Cuando terminaba su mandato anual, volvía a sus filas, por lo que era poco probable que se enfrentara a sus compañeros senadores. Antes de la promulgación de la Ley Oviniana, los cónsules nombraban a los nuevos senadores, pero tras la promulgación de esta ley, los censores nombraban a los nuevos senadores, lo que provocó que el senado se volviera aún más independiente del cónsul presidente. Además, la Ley Oviniana prácticamente exigía que los exmagistrados fueran nombrados senadores, por lo que el proceso por el que los censores nombraban a los nuevos miembros del Senado se volvió bastante objetivo. Esto aumentó aún más la competencia y, por tanto, el prestigio del Senado.

### Los plebeyos y la aristocracia
Las últimas décadas de esta época vieron el empeoramiento de la situación económica de muchos plebeyos. Las largas campañas militares habían obligado a los ciudadanos a abandonar sus granjas, lo que a menudo provocó que éstas cayeran en un estado de deterioro. Esta situación empeoró durante la segunda guerra púnica, cuando Aníbal luchó contra los romanos por toda Italia, y los romanos adoptaron una estrategia de desgaste y guerra de guerrillas como respuesta. Cuando los soldados regresaban del campo de batalla, a menudo tenían que vender sus granjas para pagar sus deudas, y la aristocracia terrateniente compraba rápidamente estas granjas a precios rebajados. Las guerras también habían traído a Roma un gran excedente de mano de obra esclava barata, que los aristócratas terratenientes utilizaron para dotar de personal a sus nuevas granjas. Pronto las masas de plebeyos desempleados empezaron a inundar Roma y a engrosar las filas de las asambleas legislativas.
Al mismo tiempo, la aristocracia se estaba enriqueciendo enormemente. Varias ciudades italianas se habían puesto del lado de Aníbal durante la segunda guerra púnica, y estas ciudades fueron finalmente castigadas por su deslealtad, lo que abrió aún más tierras de cultivo baratas para los aristócratas. Con la destrucción de Cartago, el gran rival comercial de Roma, se abrieron aún más oportunidades de beneficio. Con tantos nuevos territorios, la recaudación de impuestos (que siempre había sido subcontratada a particulares) también se volvió extremadamente rentable. Mientras los aristócratas dedicaban su tiempo a explotar nuevas oportunidades de beneficio, Roma conquistaba nuevas civilizaciones en Oriente. Estas civilizaciones, a menudo muy desarrolladas, abrieron a los romanos un mundo de lujo. Hasta ese momento, la mayoría de los romanos sólo habían conocido una vida sencilla, pero al disponerse al mismo tiempo de riquezas y lujos orientales, sobrevino una era de ruinosa decadencia. Las sumas que se gastaban en estos lujos no tenían precedentes en la historia romana anterior. Se promulgaron varias leyes para frenar esta marea de decadencia, pero estas leyes no tuvieron ningún efecto, y los intentos de los censores para mitigar esta decadencia fueron igualmente inútiles.
Al final de esta época, Roma se había llenado de plebeyos desempleados. Entonces empezaron a engrosar las filas de las asambleas, y el hecho de que ya no estuvieran lejos de Roma les facilitaba el voto. En la principal asamblea legislativa, el Consejo Plebeyo, cualquier individuo votaba en la tribu a la que habían pertenecido sus antepasados. Así, la mayoría de estos plebeyos recién desempleados pertenecían a una de las treinta y una tribus rurales, en lugar de a una de las cuatro tribus urbanas, y los plebeyos desempleados pronto adquirieron tanto poder político que el Consejo Plebeyo se volvió populista. Estos plebeyos solían estar enfadados con la aristocracia, lo que exacerbaba aún más las tensiones de clase. Su estado económico les llevaba normalmente a votar al candidato que más les ofrecía, o al menos al candidato cuyos partidos o cuyos sobornos eran más magníficos. El hecho de que por lo general estuvieran desinformados en cuanto a las cuestiones que se les planteaban no importaba, porque de todos modos solían vender sus votos al mejor postor. El soborno se convirtió en un problema tan grave que acabaron aprobándose importantes reformas, en particular la exigencia de que todas las votaciones fueran secretas. Estaba surgiendo una nueva cultura de la dependencia, que buscaría alivio en cualquier líder populista.

## De los Gracos a César (133–49 a.C.)

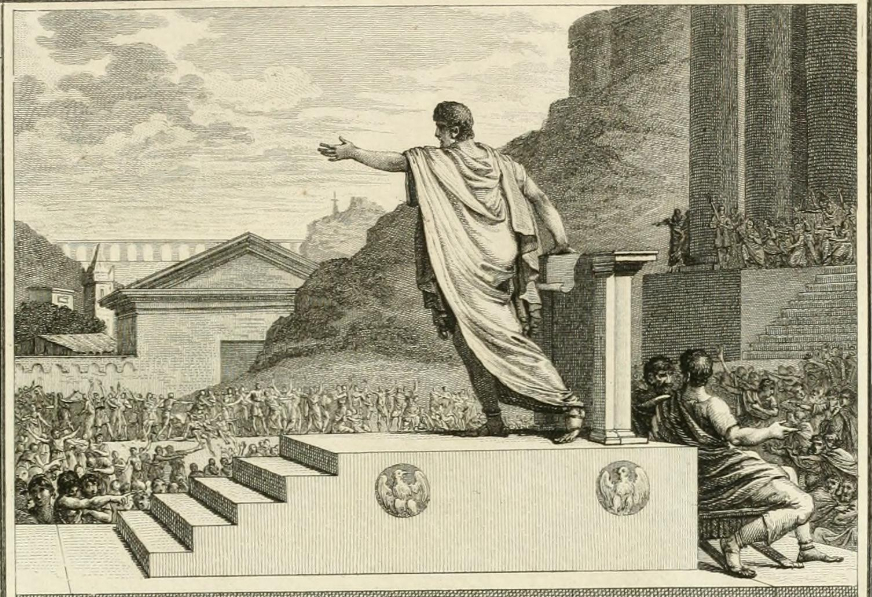
Gaius Gracchus, Tribuno de la Plebe, presidiendo el Consejo Plebeyo

En la etapa anterior hubo grandes éxitos militares, y grandes fracasos económicos, mientras que el patriotismo de los plebeyos les había impedido buscar nuevas reformas. Ahora, sin embargo, la situación militar se había estabilizado y se necesitaban menos soldados. Esto, junto con los nuevos esclavos que se importaban del exterior, agravó aún más la situación del desempleo. La avalancha de ciudadanos desempleados a Roma había hecho que las asambleas fueran bastante populistas y, por lo tanto, había creado una democracia cada vez más agresiva. Esta nueva era comenzó con el Tribunado de Cayo Graco y terminó cuando Julio César cruzó el río Rubicón .

### Tiberio y Cayo Graco
Tiberio Sempronio Graco (Tiberius Gracchus) fue elegido tribuno de la plebe en el 133 a. C. Como tribuno, intentó promulgar una ley que habría distribuido la tierra entre los ciudadanos sin tierra de Roma. Los aristócratas, que se arriesgaban a perder una enorme cantidad de dinero, se opusieron amargamente a esta propuesta. Tiberio presentó esta ley al Consejo Plebeyo, pero la ley fue vetada por un tribuno llamado Marco Octavio, por lo que Tiberio usó el Consejo Plebeyo para acusar a Octavio. Se promulgó la ley, pero Tiberio fue asesinado cuando se presentó a la reelección para el tribunado. Los diez años que siguieron a su muerte fueron políticamente inactivos. El único acontecimiento importante fue la creciente fuerza de la oposición democrática a la aristocracia.
La teoría de que un representante del pueblo deja de serlo cuando actúa en contra de los deseos del pueblo es contraria al genio de la teoría constitucional romana. Si se lleva a su fin lógico, esta teoría elimina todas las restricciones constitucionales sobre la voluntad popular y pone al estado bajo el control absoluto de una mayoría popular temporal. Esta teoría finalmente encontró su fin lógico bajo el futuro imperio democrático del populista militar Julio César. En palabras de Mommsen, "las revoluciones y las reformas han tenido de notable, en Roma, que nunca atacaron el derecho supremo del estado, ni jamás pretendieron privar a éste de sus representantes verdaderos y necesarios. No reivindicaron contra él los llamados derechos naturales del individuo, y la lucha versa sólo sobre las formas de la función representativa".
Cayo Sempronio Graco (Gaius Gracchus), hermano de Tiberio, fue elegido tribuno plebeyo en el 123 a. El objetivo final de Cayo Graco era debilitar el Senado y fortalecer las fuerzas democráticas, por lo que primero promulgó una ley que puso a los caballeros ( equites, o ciudadanos de clase media alta) en los tribunales del jurado en lugar de los senadores. Luego aprobó una ley de cereales que puso en gran desventaja a los gobernadores provinciales, la mayoría de los cuales eran senadores. Los caballeros, por otro lado, se beneficiaron enormemente de estas reformas de granos, y el resultado fue que Cayo logró poner a la clase más poderosa de no senadores en contra del Senado. En el pasado, el Senado eliminó a los rivales políticos mediante el establecimiento de comisiones judiciales especiales o mediante la aprobación de un senatus consultum ultimum ("decreto final del Senado"). Ambos dispositivos permitieron al Senado eludir los derechos ordinarios al debido proceso que tenían todos los ciudadanos. Cayo prohibió las comisiones judiciales y declaró inconstitucional el senatus consultum ultimum . Cayo luego propuso una ley que otorgaba derechos de ciudadanía a los aliados italianos de Roma, pero la egoísta democracia en Roma, que guardaba celosamente su estatus privilegiado, lo abandonó por esta propuesta. Se presentó a la reelección para un tercer mandato en 121 a. C., pero fue derrotado y luego asesinado. La democracia, sin embargo, finalmente se había dado cuenta de lo débil que se había vuelto el Senado.

### Reformas constitucionales de Sila
Varios años después, había surgido un nuevo poder en Asia . En el 88 a. C., un ejército romano fue enviado para acabar con ese poder, el rey Mitrídates VI del Ponto, pero fue derrotado. A pesar de las objeciones del ex cónsul Cayo Mario (Gaius Marius), el cónsul del año, el Senado ordenó a Sila (Lucius Cornelius Sila) que asumiera el mando de la guerra contra Mitrídates. Mario, miembro del partido democrático ("popular"), hizo que un Tribuno revocara el mando de Sila en la guerra contra Mitrídates, por lo que Sila, miembro del partido aristocrático ("optimate"), trajo su ejército de vuelta a Italia y marchó sobre Roma. Mario huyó y sus seguidores huyeron o fueron asesinados por Sila. Sila se había enojado tanto con el Tribuno de Mario que aprobó una ley que tenía la intención de debilitar permanentemente al Tribunado. Luego volvió a su guerra contra Mitrídates, y con Sila fuera, los populares bajo Mario y Lucio Cornelio Cina (Lucius Cornelius Cinna) pronto tomaron el control de la ciudad. El partido popular había reelegido a Mario cónsul varias veces sin observar el intervalo requerido de diez años. Los populares ambién transgredieron la democracia al promover a personas no elegidas a cargos magisteriales y al sustituir la legislación popular por edictos magisteriales. Sila pronto hizo las paces con Mitrídates y en el 83 a. C. regresó a Roma, venció toda resistencia y capturó la ciudad nuevamente. Sila y sus partidarios masacraron a la mayoría de los partidarios de Mario, aunque uno de esos partidarios, un popular de 17 años (y yerno de Cina) llamado Julio César, finalmente se salvó.
Sila, que había observado los resultados violentos de las reformas populares radicales (en particular las de Mario y Cina), era naturalmente conservador, por lo que su conservadurismo era más reaccionario que visionario. Como tal, buscó fortalecer la aristocracia y, por lo tanto, el Senado. Tras ser nombrado dictador romano en el 82 a. C., promulgó una serie de reformas constitucionales . Renunció a la Dictadura en el 80 a. C., se retiró en el 79 a. C. y murió un año después. Si bien pensó que había establecido firmemente el gobierno aristocrático, su propia carrera había ilustrado las fatales debilidades de la constitución. En última instancia, era el ejército, y no el Senado, el que dictaba la suerte del estado.
En 77 a. C., el Senado envió a uno de los antiguos lugartenientes de Sila, Pompeyo (Gnaeus Pompey Magnus), para sofocar un levantamiento en Hispania. Hacia 71 a. C., Pompeyo regresó a Roma después de haber completado su misión, y casi al mismo tiempo, otro de los antiguos lugartenientes de Sila, Marco Licinio Craso, acababa de sofocar una revuelta de esclavos en Italia. A su regreso, Pompeyo y Craso encontraron al partido popular atacando ferozmente la constitución de Sila, y por eso intentaron forjar un acuerdo con el partido popular . Si tanto Pompeyo como Craso fueran elegidos cónsul en el 70 a. C., desmantelarían los componentes más odiosos de la constitución de Sila. La promesa de Pompeyo y Craso, ayudada por la presencia de ambos ejércitos fuera de las puertas de Roma, ayudó a 'persuadir' a los populares para que los eligieran a los dos para el Consulado. Tan pronto como fueron elegidos, desmantelaron la mayor parte de la constitución de Sila.

### El primer triunvirato
En 62 a. C., Pompeyo regresó victorioso de Asia, pero el Senado se negó a ratificar los arreglos que había hecho con sus soldados. Pompeyo, en efecto, se volvió impotente y, por lo tanto, cuando Julio César regresó de su cargo de gobernador en España en 61 a. C., le resultó fácil llegar a un acuerdo con Pompeyo. César y Pompeyo, junto con Craso, establecieron un acuerdo privado, conocido como el Primer Triunvirato . Según el acuerdo, se ratificarían los arreglos de Pompeyo en Asia y se darían tierras a sus soldados. César fue elegido cónsul en el 59 a. C. y luego sirvió como gobernador de la Galia durante cinco años. A Craso se le prometió un futuro consulado.
César se convirtió en cónsul en 59 a. C., pero su colega, Bívulo (Marcus Calpurnius Bibulus), era un aristócrata extremo. César presentó las leyes que le había prometido a Pompeyo al Senado romano, pero el Senado rechazó estas leyes, por lo que luego las presentó a las asambleas . Bíbulo intentó obstruir la promulgación de estas leyes, por lo que César usó medios violentos (y por lo tanto ilegales) para asegurar su aprobación. A César se le dio entonces el mando de cuatro legiones y se le prometió la gobernación de tres provincias ( la Galia Cisalpina, la Galia Transalpina e Ilírica ). Este nombramiento debía comenzar el 1 de marzo de 59 a. C., cuando aún era cónsul. César no deseaba dejar el Senado en manos de políticos tan torpes como Pompeyo y Craso antes de haber aplastado el espíritu del Senado y privado de sus dos líderes más peligrosos, Catón y Cicerón . Por lo tanto, envió a Catón en una misión a Chipre, lo que probablemente arruinaría su reputación, y luego facilitó la elección del ex patricio, Clodio (Publius Clodius Pulcher), para el Tribunado en 58 a. C. Clodio, un demagogo peligroso, aseguró la aprobación de varias leyes para su próximo ataque a Cicerón. Una ley prohibía el uso de presagios (auspices) como dispositivo de obstrucción en el Consejo Plebeyo, mientras que la segunda ley hizo que ciertos "clubes" de "naturaleza semipolítica" (es decir, bandas armadas) fueran legales. Clodio luego aprobó dos leyes que desterraron a Cicerón, sobre la base de que había privado a varios de los conspiradores de Catilina de sus derechos de debido proceso (provocatio) cuando los hizo ejecutar por un mero decreto del Senado.
Pompeyo y Craso demostraron ser tan incompetentes como César esperaba. Clodio aterrorizó a la ciudad con sus bandas armadas y agitó a Pompeyo hasta tal punto que Pompeyo pudo asegurar la aprobación de una ley en el 57 a. C. que retiró a Cicerón de su exilio. Sin embargo, esto fue más un triunfo para el Senado que para Pompeyo, ya que Pompeyo estaba aliado con César. Pompeyo era tan inepto que el Senado decidió anularlo y rescindir las leyes territoriales que César había aprobado en el 59 a. C. para los veteranos de Pompeyo. Esto obligó a una renovación del triunvirato : a Pompeyo y Craso se les prometió el Consulado en el 55 a. C. y el mandato de César como gobernador se extendió por cinco años. La hija de César y esposa de Pompeyo, Julia, pronto murió al dar a luz, y un año después, Craso fue asesinado durante su invasión del Imperio parto. Estos dos eventos cortaron el último vínculo que quedaba entre Pompeyo y César.
A partir del verano del 54 a. C., una ola de corrupción política y violencia barrió Roma. Este caos alcanzó su clímax en enero del 52 a. C., cuando Clodio fue asesinado en una guerra de pandillas. Además, los disturbios civiles habían hecho que el calendario se descuidara. El calendario requería ajustes anuales para evitar su deriva en relación con el equinoccio de primavera, por lo que para corregir la desalineación del calendario, se insertó un mes intercalado a fines de febrero del 52 a. C. y Pompeyo fue elegido cónsul único para ese mes. Esta elevación a un poder extraordinario fue la gota que colmó el vaso para César y, con Craso muerto, Pompeyo buscaba cualquier excusa para aplastar a César y establecerse como el amo del estado. El 1 de enero de 49 a. C., un agente de César llamado Cayo Escribonio Curión presentó un ultimátum al Senado, pero el ultimátum fue rechazado y el Senado aprobó una resolución que declaraba que si César no deponía las armas antes de julio de ese año, estaría actuando adversus rem publicam (en efecto, declarándolo enemigo de la república). El 7 de enero de 49 a. C., el Senado aprobó un senatus consultum ultimum, que suspendió el gobierno civil y declaró algo análogo a la ley marcial. Pompeyo, en efecto, estaba investido de poderes dictatoriales, pero su ejército estaba compuesto en gran parte por reclutas sin bautismo de fuego. César luego cruzó el río Rubicón con su ejército veterano y marchó hacia Roma. El rápido avance de César obligó a Pompeyo, los cónsules y el Senado a abandonar Roma hacia Grecia, y César entró en la ciudad sin oposición.

## El período de transición (49–27 a.C.)
La era que comenzó cuando Julio César cruzó el Rubicón en el 49 a. C. y terminó cuando Octavio regresó a Roma después de la Batalla de Accio (Actium) en el 29 a. C., se puede dividir en dos unidades distintas. La línea divisoria entre estas dos unidades es el asesinato de César en marzo del 44 a. C., aunque desde un punto de vista constitucional no había una línea divisoria clara entre estos dos períodos. Las fuerzas que habían apoyado a Pompeyo durante la primera parte del primer período se aliaron contra Marco Antonio y Octavio en el 43 a. C. y el 42 a. C., y Antonio y Octavio utilizaron los medios constitucionales a través de los cuales César había ocupado el poder antes de su asesinato después del asesinato de César. Desde un punto de vista constitucional, no importa si un autócrata ostenta el título de dictador romano, como lo había hecho César, o de triunviro, como lo habían hecho Antonio y Octavio. Desde una perspectiva constitucional, estos veinte años formaron una sola unidad, a través de la cual la evolución constitucional del siglo anterior se aceleró a un ritmo vertiginoso. Para el 27 a. C., Roma había completado su transición de ser una Ciudad-Estado con una red de dependencias a ser la capital de un imperio mundial.

### Las reformas constitucionales de Julio César

Julio César, aceptando la rendición de Vercingétorix, fue el último dictador de la República romana

Durante los primeros años de su carrera, César había visto lo caótica y disfuncional que se había vuelto la República romana . La maquinaria republicana se había derrumbado bajo el peso del imperialismo, el gobierno central se había vuelto impotente, las provincias se habían transformado en principados independientes bajo el control absoluto de sus gobernadores y el ejército había reemplazado las instituciones políticas como medio para lograr objetivos políticos. Entre su cruce del Rubicón en el 49 a. C. y su asesinato en el 44 a. C., César estableció un nuevo orden político, que tenía la intención de lograr tres objetivos separados. Primero, quería suprimir toda resistencia armada en las provincias y así devolver el orden al imperio. En segundo lugar, quería crear un gobierno central fuerte en Roma. Y finalmente, quería unir todo el imperio en una sola unidad cohesiva.
César ocupó tanto la dictadura como el tribunado plebeyo, pero alternó entre el consulado y el proconsulado. Sus poderes dentro del estado parecen haber descansado sobre estas magistraturas. La dictadura de César fue fundamentalmente diferente de la dictadura de principios y mediados de la República, ya que ocupó el cargo de por vida, en lugar de seis meses, y también ostentó ciertos poderes judiciales que los dictadores ordinarios no habían tenido. En el 48 a. C., a César se le otorgaron poderes tribunicios permanentes, lo que convirtió a su persona en sacrosanta, le permitió vetar el Senado romano, y le permitió dominar el Consejo plebeyo . Dado que los Tribunos siempre eran elegidos por el Consejo Plebeyo, César esperaba evitar la elección de Tribunos que pudieran oponerse a él. En 46 a. C., César se otorgó el título de "Prefecto de la Moral" (praefectura morum), que era un cargo que era nuevo sólo de nombre, ya que sus poderes eran idénticos a los de los censores. Por lo tanto, podía tener poderes como censor, sin someterse técnicamente a los mismos controles a los que estaban sujetos los censores ordinarios, y usó estos poderes para llenar el Senado con sus propios partidarios. También sentó el precedente, que siguieron sus sucesores imperiales, de exigir al Senado que le otorgara varios títulos y honores. Las monedas tenían su imagen y se le dio el derecho de hablar primero durante las reuniones del Senado.

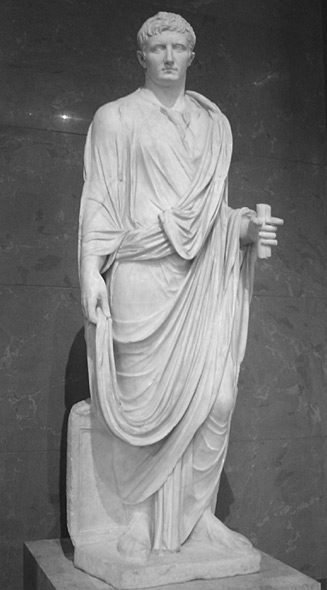
Augusto como magistrado; la cabeza de mármol de la estatua se hizo c. 30 – 20 a. C., el cuerpo esculpido en el siglo II d. C.

Luego, César aumentó el número de magistrados que se elegían cada año, lo que creó un gran grupo de magistrados experimentados y permitió a César recompensar a sus seguidores. César incluso tomó medidas para transformar Italia en una provincia y unir más estrechamente las otras provincias del imperio en una sola unidad cohesiva. Este proceso de osificar todo el Imperio Romano en una sola unidad, en lugar de mantenerlo como una red de principados desiguales, sería finalmente completado por el sucesor de César, el emperador Augusto. Cuando César regresó a Roma en el 47 a. C., elevó el número de miembros del Senado a 900. Mientras las asambleas romanas continuaron reuniéndose, César presentó todos los candidatos a las asambleas para su elección y todos los proyectos de ley a las asambleas para su promulgación, lo que provocó que las asambleas se volvieran impotentes e incapaces de oponerse a él. Para minimizar el riesgo de que otro general pudiera intentar desafiarlo, César aprobó una ley que sometía a los gobernadores a límites de mandato. Cerca del final de su vida, César comenzó a prepararse para una guerra contra el Imperio parto. Dado que su ausencia de Roma podría limitar su capacidad para instalar sus propios cónsules, aprobó una ley que le permitió nombrar a todos los magistrados en el 43 a. C. y a todos los cónsules y tribunos en el 42 a. Esto, en efecto, transformó a los magistrados de ser representantes del pueblo a ser representantes del dictador, y robó a las asambleas populares gran parte de su influencia restante.

### El asesinato de César y el Segundo Triunvirato
César fue asesinado en marzo de 44 a. C. Los motivos de los conspiradores eran tanto personales como políticos. Muchos de los asesinos de César le tenían envidia y estaban insatisfechos con el reconocimiento que habían recibido de él. La mayoría de los conspiradores eran senadores y muchos de ellos estaban enojados por el hecho de que había privado al Senado de gran parte de su poder y prestigio. También estaban enojados porque, mientras que habían recibido pocos honores, César había recibido muchos honores. También hubo rumores de que iba a hacerse rey y transferir la sede del gobierno a Alejandría . Las quejas que tenían contra él eran vagas y, por lo tanto, el plan de los asesinos de César era vago. El hecho de que sus motivos fueran vagos y que no tuvieran idea de qué hacer después de su asesinato, se notó claramente a la luz del curso posterior de los acontecimientos .
Después del asesinato de César, Marco Antonio, que había sido el jefe de caballería de César, formó una alianza con el hijo adoptivo y sobrino nieto de César, Cayo Octavio. Junto con Lépido (Marcus Aemilius Lepidus), formaron una alianza conocida como el Segundo Triunvirato. Tenían poderes que eran casi idénticos a los poderes que César había tenido bajo su constitución y por lo tanto el Senado y las asambleas permanecieron impotentes. Los conspiradores fueron derrotados en la Batalla de Filipos en 42 a. C. Lépido quedó impotente y Antonio fue a Egipto a buscar la gloria en el este, mientras que Octavio permaneció en Roma. Finalmente, sin embargo, Antonio y Octavio lucharon entre sí en una última batalla. Antonio fue derrotado en la batalla naval de Accio en 31 a. C. y se suicidó en 30 a. En el 29 a. C. Octavio regresó a Roma como el amo indiscutible del estado. En 27 a. C., Octavio ofreció renunciar a los poderes dictatoriales que había tenido desde el 42 a. C., pero el Senado se negó y ratificó así su condición de dueño del estado. Se convirtió en el primer emperador romano, Augusto, y se completó la transición de la República romana al Imperio romano .